# 나윤명
나윤명(羅允明, ?~?)는 조선의 문신이다. 본관은 나주(羅州), 자는 회원(晦元), 호는 간암(艮庵). 나숙담(羅叔聃)이며, 어머니는 신중거(辛仲居)의 딸이다. 1535년 별시 문과에 병과로 급제해 헌납·장령·집의를 거쳐 보덕, 상의원정, 교서별좌(校書別坐)을 지냈다.